# La fortuna che abbiamo
La fortuna che abbiamo è un singolo del cantautore italiano Samuele Bersani, pubblicato il 20 maggio 2016 ed estratto dall'album dal vivo La fortuna che abbiamo (Live).

## Video musicale
Il videoclip della canzone è stato sceneggiato e diretto dallo stesso Bersani e vede la partecipazione di Petra Magoni.

## Tracce
- Download digitale

1. La fortuna che abbiamo – 3:46